# Prezydenci Kongresu Kontynentalnego
Prezydent Kongresu Kontynentalnego był przewodniczącym Kongresu Kontynentalnego wybieranym przez jego członków. Po ratyfikowaniu artykułów konfederacji 1 marca 1781 roku przez wszystkie trzynaście stanów prezydent kongresu nosił oficjalny tytuł President of the United States in Congress Assembled. Mimo to funkcja prezydenta Kongresu Kontynentalnego bardziej przypominała współczesną funkcję spikera Izby Reprezentantów Stanów Zjednoczonych niż funkcję prezydenta Stanów Zjednoczonych.

## Lista prezydentów Kongresu Kontynentalnego
W poniższym zestawieniu znajdują się wszyscy prezydenci Kongresu Kontynentalnego w kolejności chronologicznej.

### Prezydenci pierwszego kongresu kontynentalnego
- Peyton Randolph (5 września 1774 – 21 października 1774)
- Henry Middleton (22 października 1774 – 26 października 1774)

### Prezydenci drugiego kongresu kontynentalnego
- Peyton Randolph (10 maja 1775 – 23 maja 1775)
- John Hancock (24 maja 1775 – 31 października 1777)
- Henry Laurens (1 listopada 1777 – 9 grudnia 1778)
- John Jay (10 grudnia 1778 – 27 września 1779)
- Samuel Huntington (28 września 1779 – 1 marca 1781)

### Prezydenci kongresu kontynentalnego po przyjęciu artykułów konfederacji
- Samuel Huntington (1 marca 1781 – 9 lipca 1781)
- Thomas McKean (10 lipca 1781 – 4 listopada 1781)
- John Hanson (5 listopada 1781 – 3 listopada 1782)
- Elias Boudinot (4 listopada 1782 – 2 listopada 1783)
- Thomas Mifflin (3 listopada 1783 – 31 października 1784)
- Richard Henry Lee (30 listopada 1784 – 6 listopada 1785)
- John Hancock (23 listopada 1785 – 29 maja 1786)
- Nathaniel Gorham (6 czerwca 1786 – 5 listopada 1786)
- Arthur St. Clair (2 lutego 1787 – 4 listopada 1787)
- Cyrus Griffin (22 stycznia 1788 – 2 listopada 1788)